# Nevskya
Nevskya (лат.) — род тлей из подсемейства Saltusaphidinae. Словакия, Франция, Швеция, Южная Корея и Китай.

## Описание
Мелкие насекомые, длина 1,5—1,7 мм, коричневато-желтые. Три вида близки к роду Iziphya, но с дополнительными ринариями на сегменте ANT VI, расположенными рядом с первичным ринарием, без модификации базальных спинных волосков на голенях, а спинные волоски очень многочисленные, короткие и грибовидные.
Виды Nevskya fungifera и Nevskya meridionalis однодомные голоцикличные, с яйцекладущими самками и бескрылыми самцами, появляющимися в Швеции в сентябре и октябре. Ассоциированы с растениями Carex и Cyperus, обитают на всех надземных частях. В 2010 году Quednau (2010) сделал обзор рода, дал определитель видов и проиллюстрировал все доступные морфы, а также восстановил название Nevskya Ossiannilsson, 1953 в качестве действительного названия для рода вместо синонима Nevskyella Ossiannilsson, 1954.
- Nevskya fungifera (Ossiannilsson, 1953)
  - = Nevskyella fungifera Ossiannilsson, 1953[5]
  - = Iziphya fungifera
  - = Nevskya similifungifera (Qiao & Zhang, 2004)
  - = Nevskya sinensis (Zhang, Zhang & Zhong, 1995)
  - = Subsaltusaphis sinensis (Zhang, Zhang & Zhong, 1995)
- Nevskya meridionalis (Hille Ris Lambers & van den Bosch, 1964)
- Nevskya tuberculata (Zhang & Zhang, 1995)